# 歌那早苗
歌那 早苗（かな さなえ、10月11日 - ）は、日本の漫画家。千葉県出身。
同人サークル「メメチダイヤモンド」で主にオリジナルのファンタジー漫画や学園漫画を発表する傍ら、2006年より『月刊少年ブラッド』（ソフトバンククリエイティブ）と同誌を継承したウェブコミック配信サイト『FlexComixブラッド』で「クラシカルメドレー」を連載した。